# Krijn Taconis

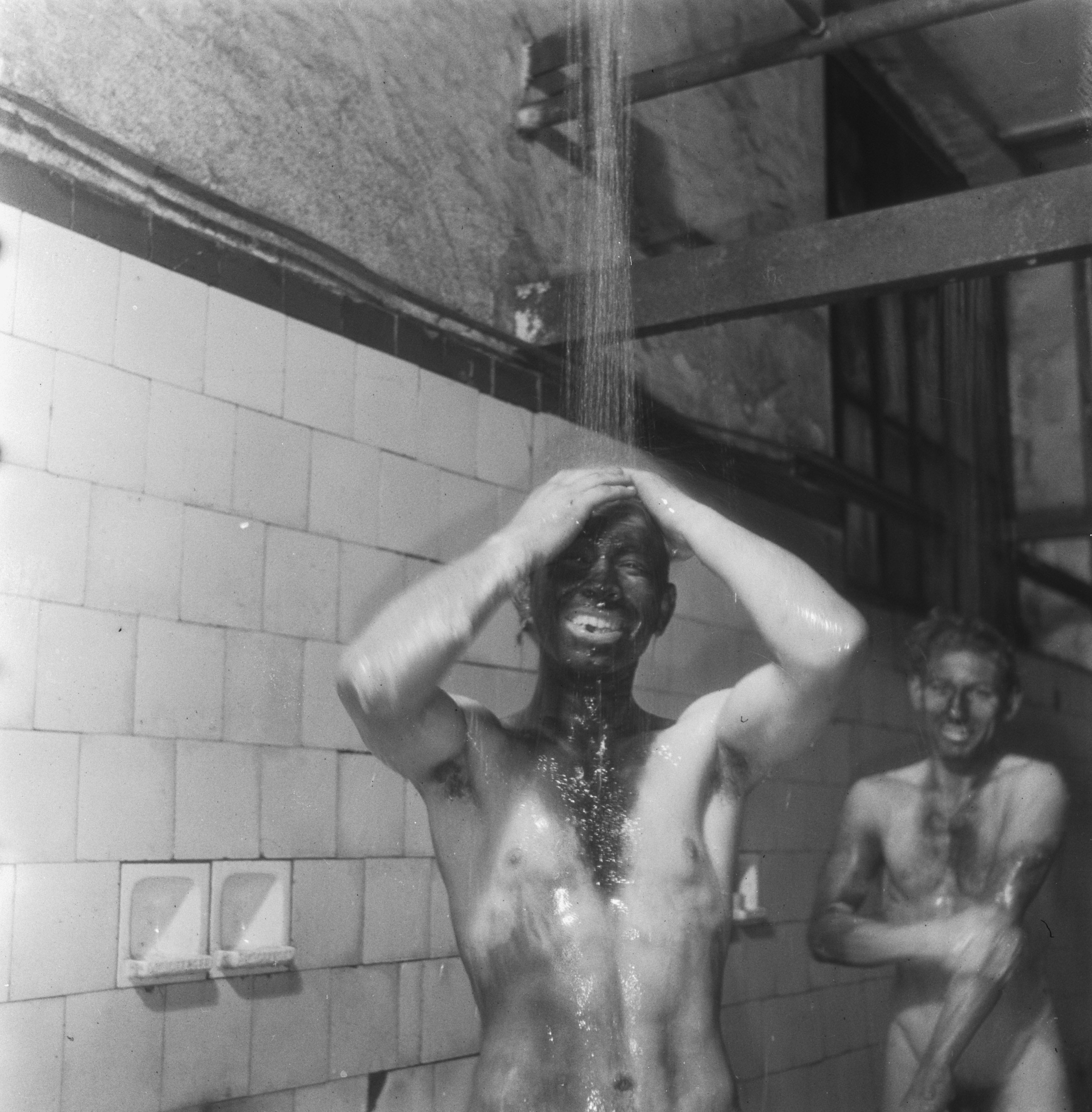
Sprchy v uhelných dolech Limburg, listopad 1945

Krijn Hendrik Taconis (7. května 1918 Rotterdam - 12. července 1979 Toronto) byl nizozemský fotograf a kameraman. Byl prvním Holanďanem, který se stal členem fotografické agentury Magnum. Byl členem fotografického spolku De Ondergedoken Camera.

## Životopis
Před druhou světovou válkou žil a pracoval ve Spojených státech. Taconis vzal své první fotografie během druhé světové války jako tvůrce falešných dokladů o odporu. Pracoval také pro Ondergedoken Camera, skupinu holandských fotografů, kteří tajně zachytili německou okupaci.
S dalšími dvěma přáteli Adem Windigem a Carlem Blazerem byli v roce 1943 zatčeni, ale všichni tři byli propuštěni. Taconis pak získal padělané dokumenty, aby se mohl stát průvodcem spojeneckých pilotů. Přes Francii se dostal do Anglie. Tuto nebezpečnou práci však přerušil poté, co někteří další kolegové byli zatčeni Němci a práce se stala příliš riskantní..
Během druhé světové války pracoval pro spolek De Ondergedoken Camera (Skrytá kamera, Underground kamera). Skupina vznikla z iniciativy fotografů Fritze Kahlenberga a Tonnyho van Renterghema a zahrnovala jak profesionální fotografy, tak i amatéry. Cílem bylo využít jejich schopnosti dokumentovat. Protože fotografování bylo během německé okupace Nizozemska zakázáno, pracovalo se jim za velmi obtížných okolností. Pro svou vlastní bezpečnost často zůstávali v anonymitě a někdy pod pseudonymem. Jejich cílem bylo zachytit všední život v nacisty okupovaném Nizozemí. Museli se vypořádat s velkými logistickými problémy, jako byl nedostatek materiálu a omezená elektrické energie, vyžadující použití karbidových výbojek a centrální temné komory, ale i tak se jim podařilo zachytit hodně situací. Fotoaparáty byly často skryty pod bundou, novinami nebo zabudovány do nákupních tašek nebo aktovek s otvorem pro objektiv. Členové této skupiny fotografů byli například: Fritz Kahlenberg, Charles Breijer, Emmy Andriesse, Menno Huizinga nebo Boris Kowadlo.
V listopadu 1945 Taconis pořídil sérii fotografií poválečného Limburgu pro týdeník Elsevier a poté pracoval pro Anefo. V roce 1950 byl Taconis přijat do společnosti Magnum, tehdy tříleté fotografické agentury válečných fotografů kolem Roberta Capy a Henriho Cartiera-Bressona. V roce 1959 emigroval do Kanady a změnil své jméno na Kryn Taconis.
Taconis také pracoval v Koreji, Haiti, Marcinelle v Charleroi a Torontu.

## Pocta
V Amsterdamu je pode něho pojmenována ulice Krijn Taconiskade.

## Galerie

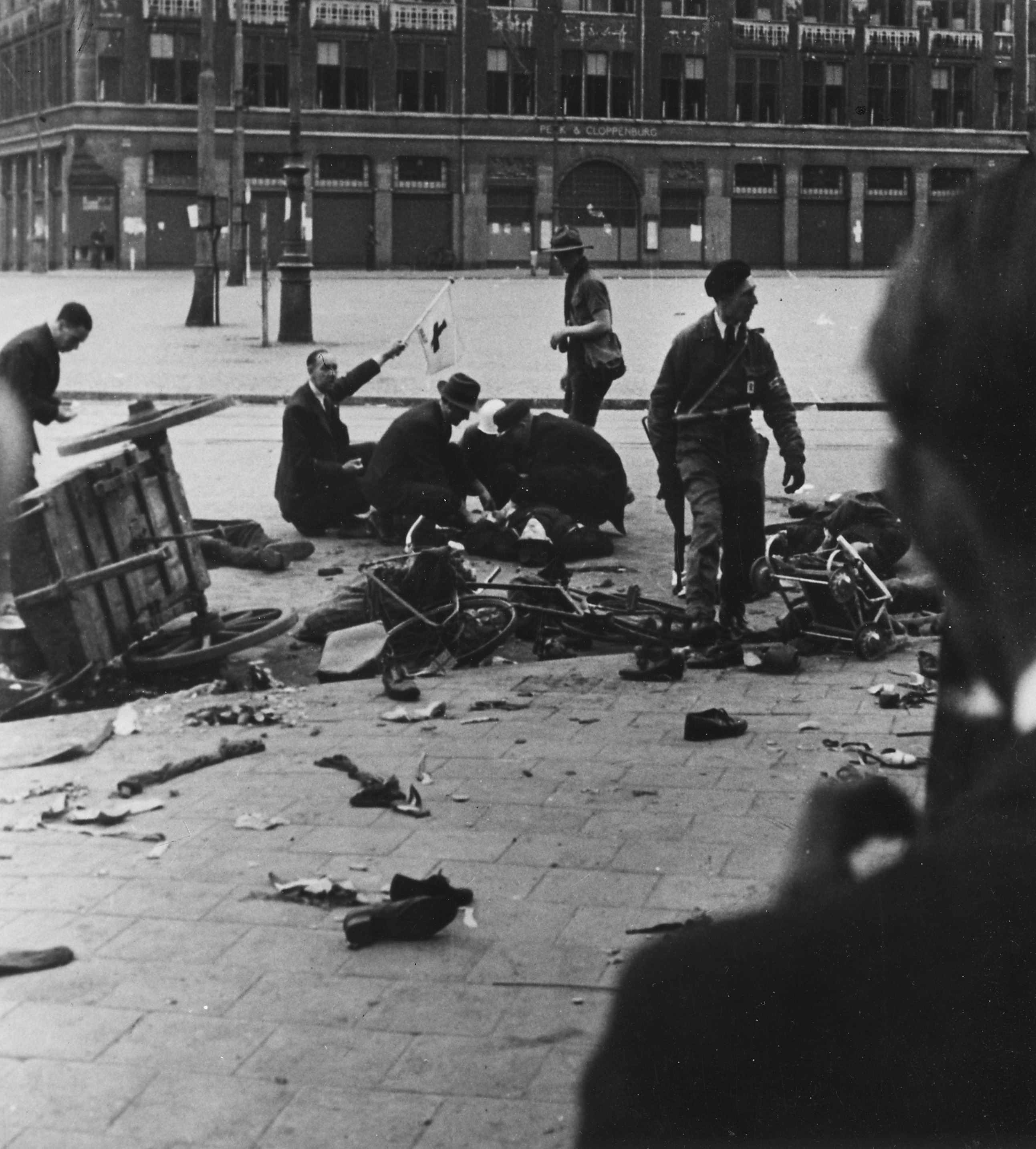
Německá armáda začala střílet do davu na náměstí Dam; více než dvacet lidí bylo zabito. 7. května 1945
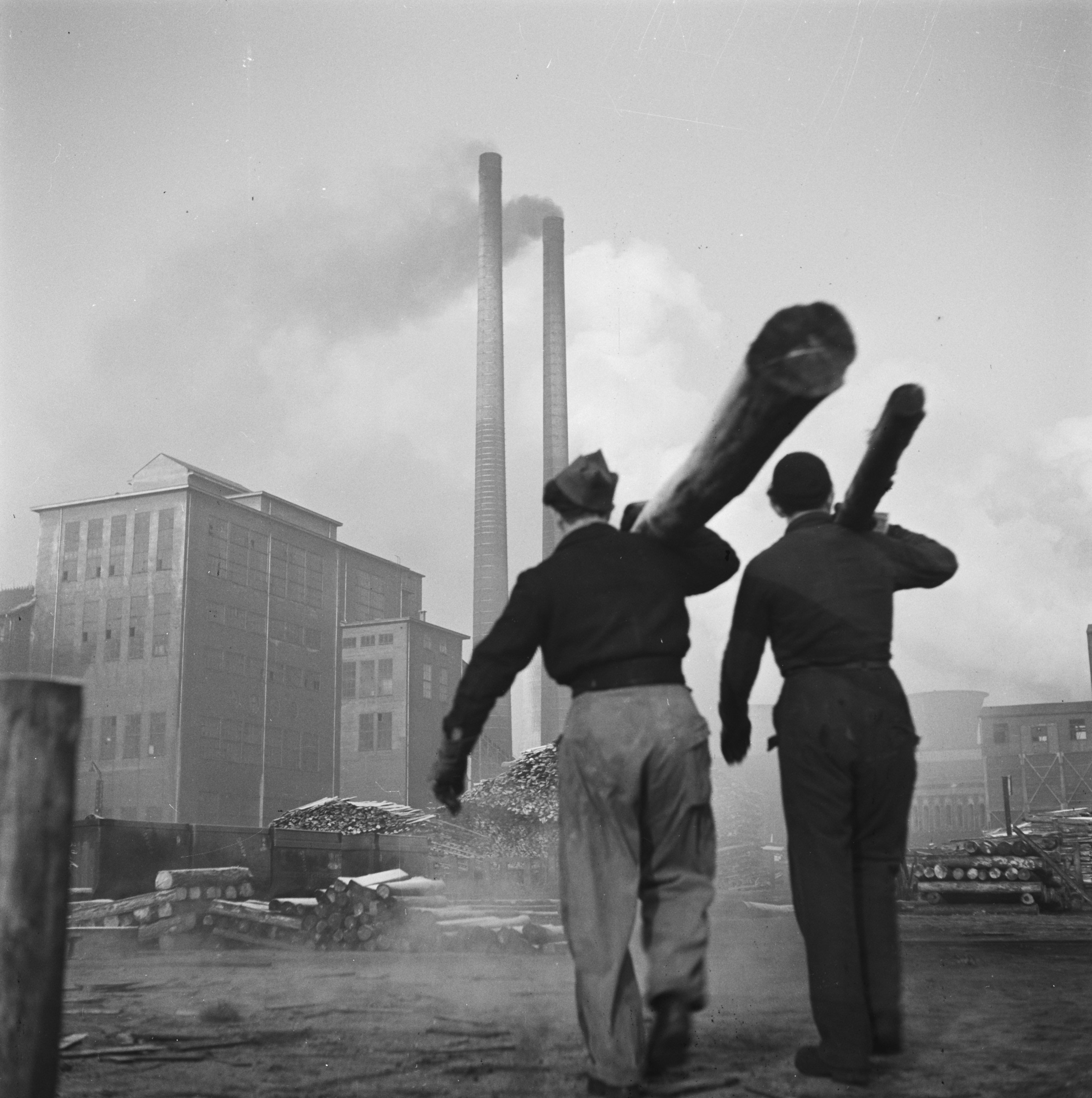
Uhelný důl Limburg, 21. listopadu 1945
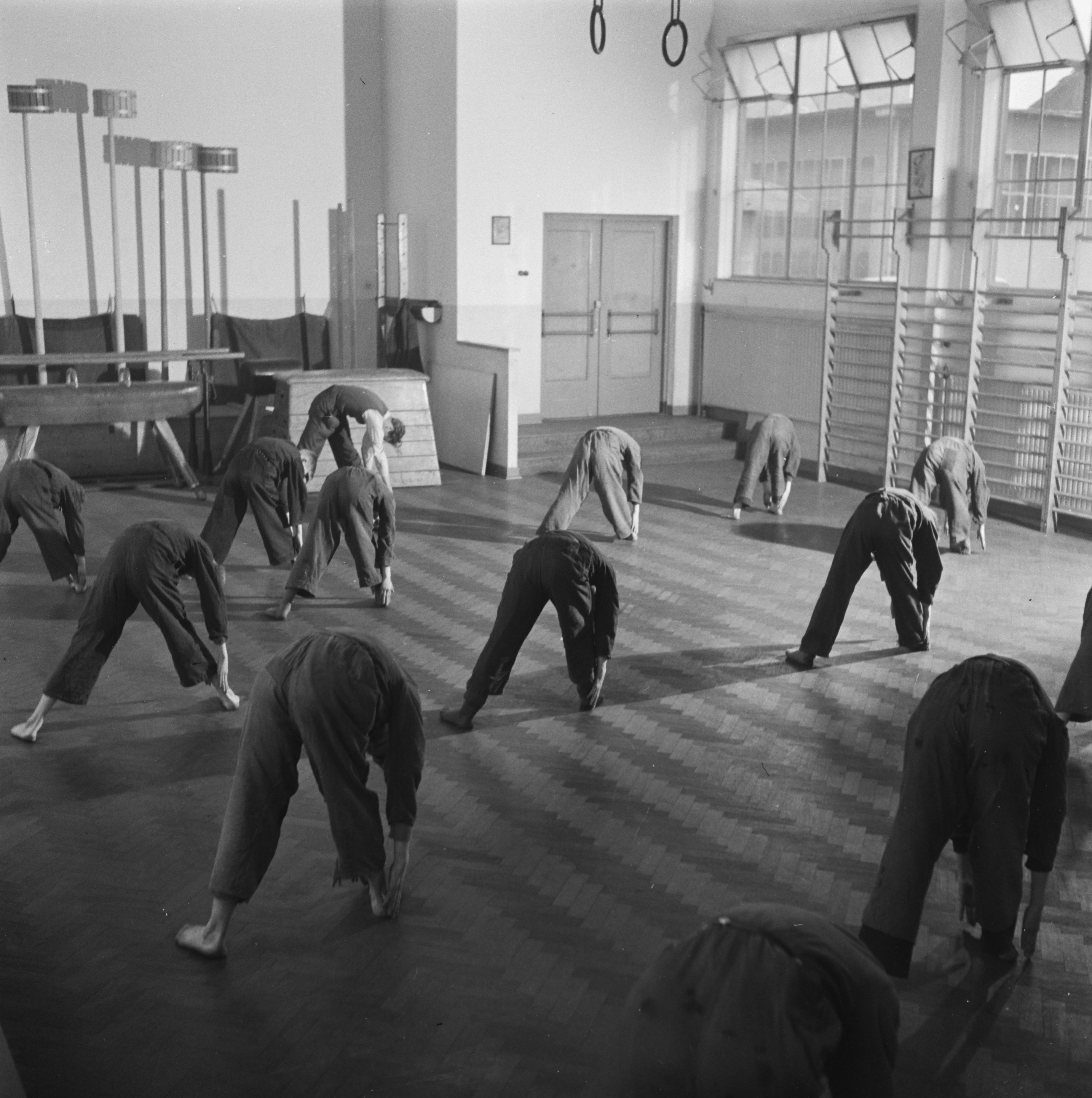
Uhelný důl Limburg, 1945
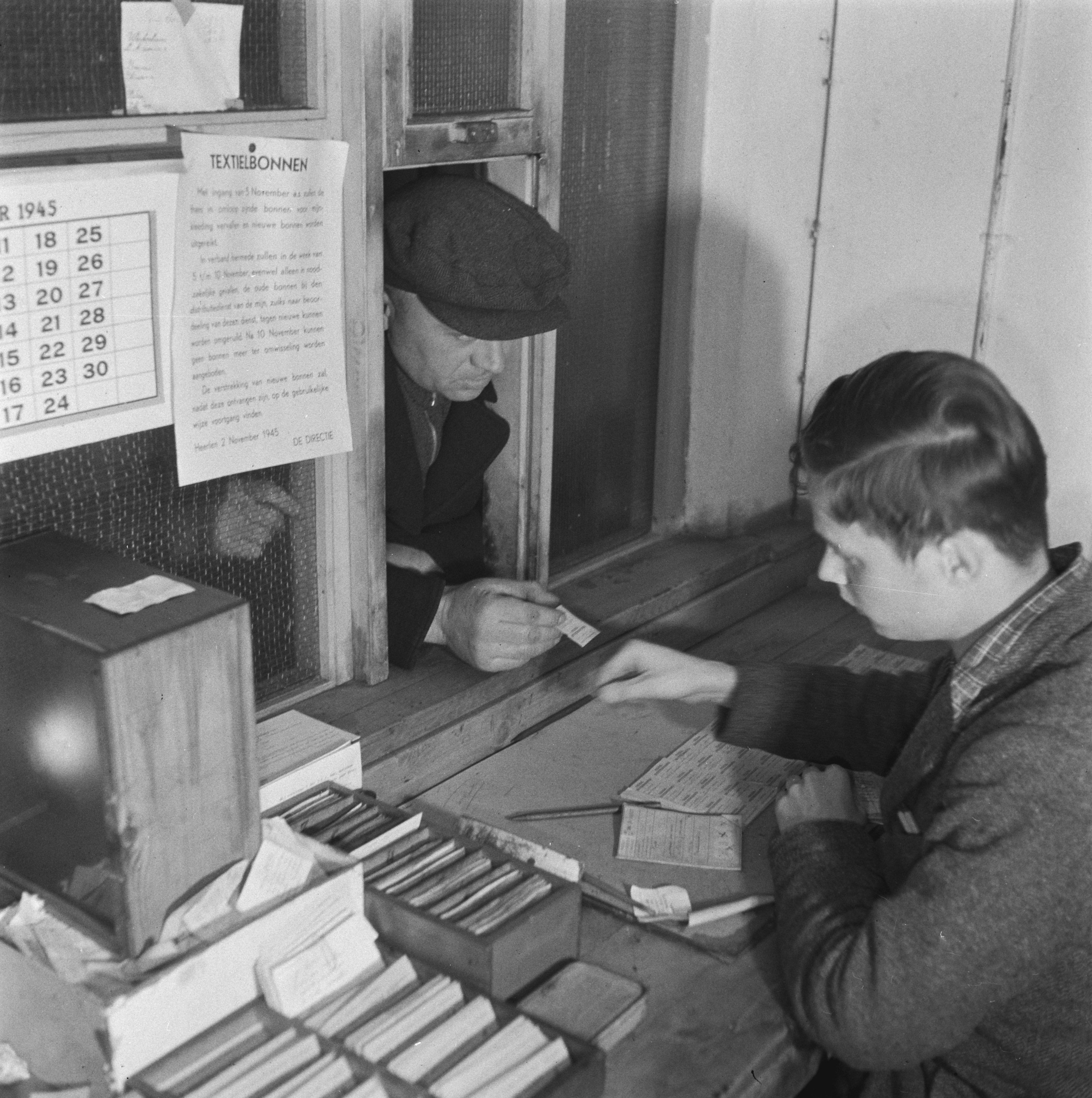
Uhelný důl Limburg, 1945
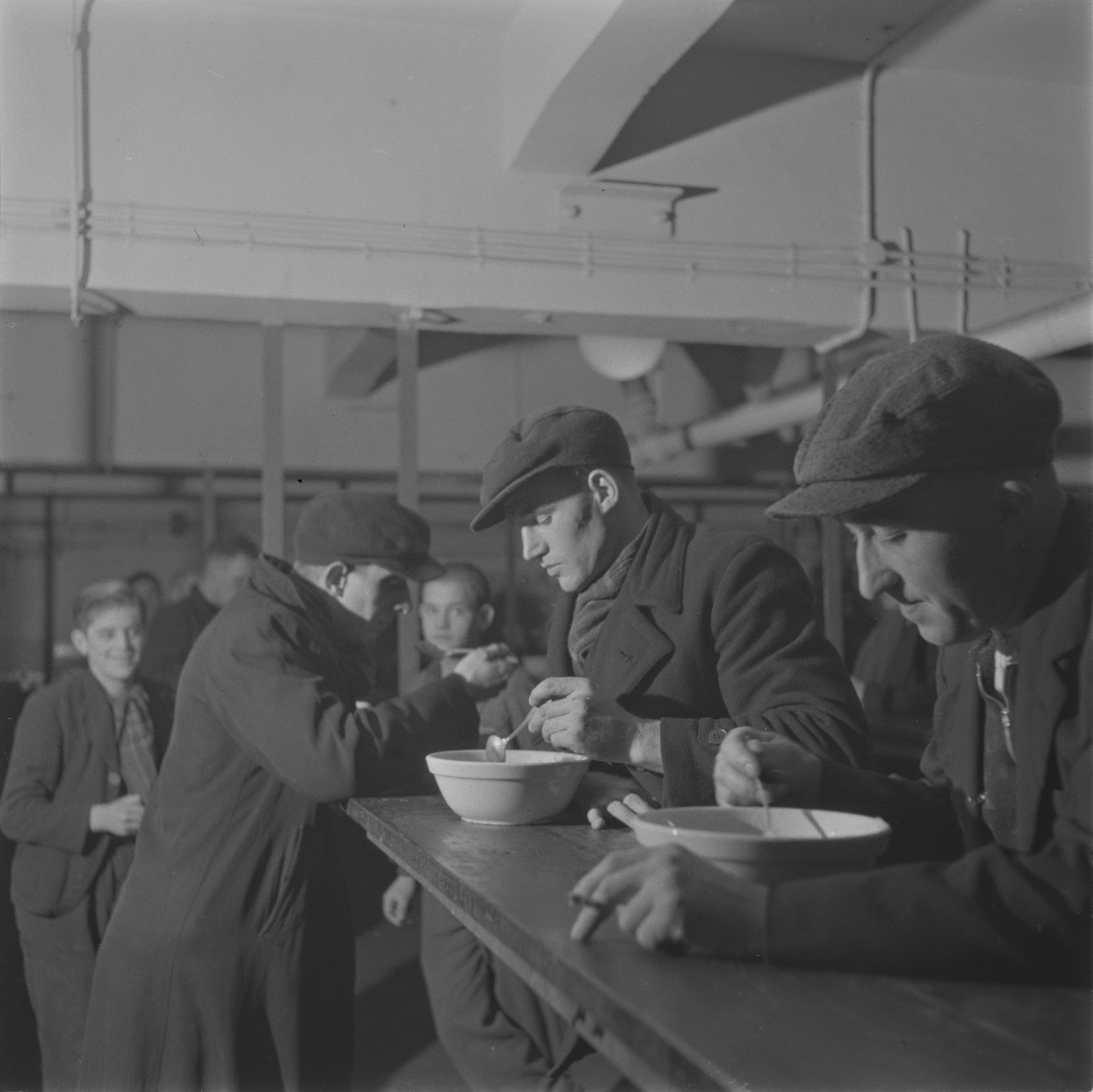
Uhelný důl Limburg, 1945
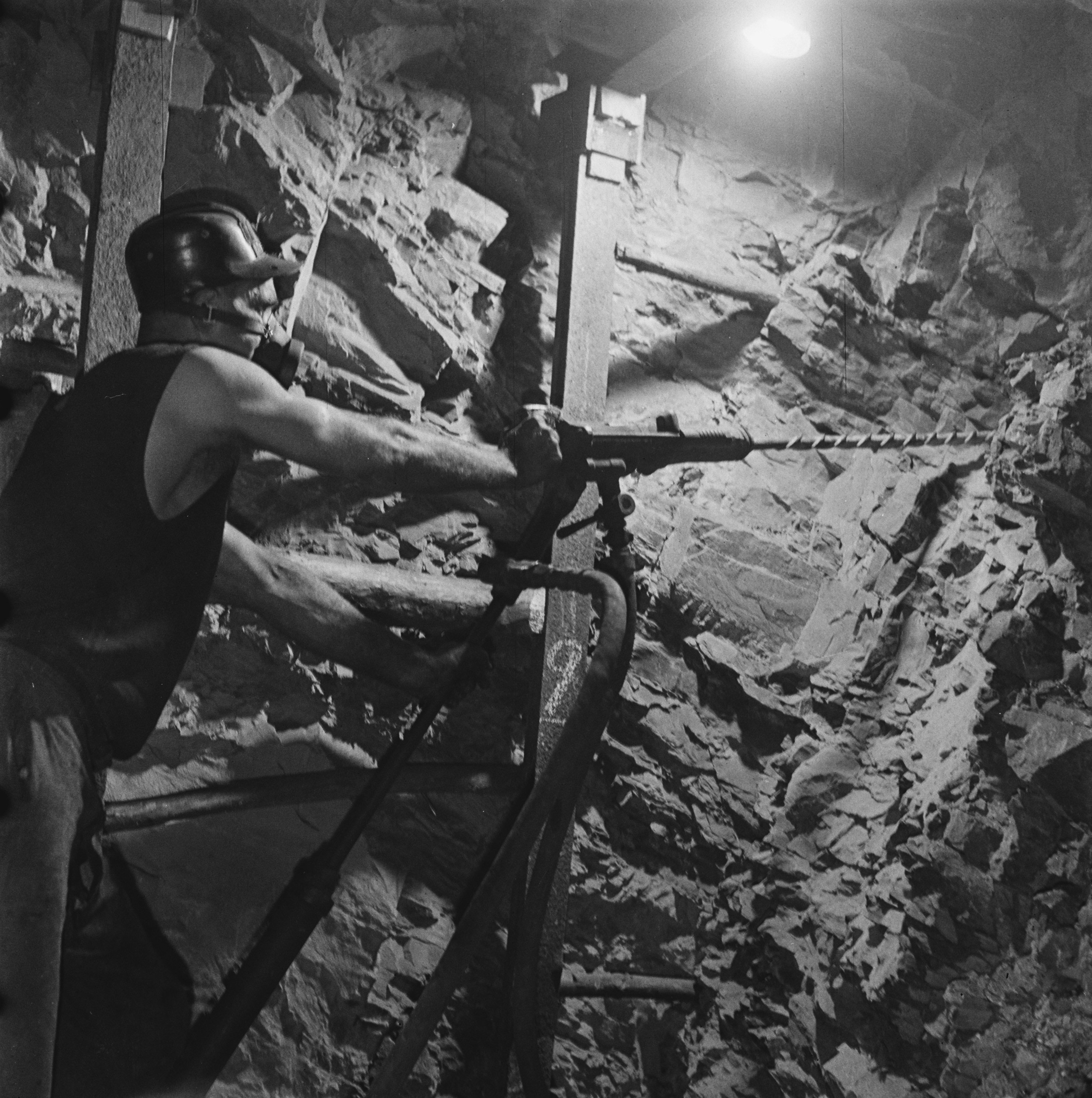
Uhelný důl Limburg, 1945
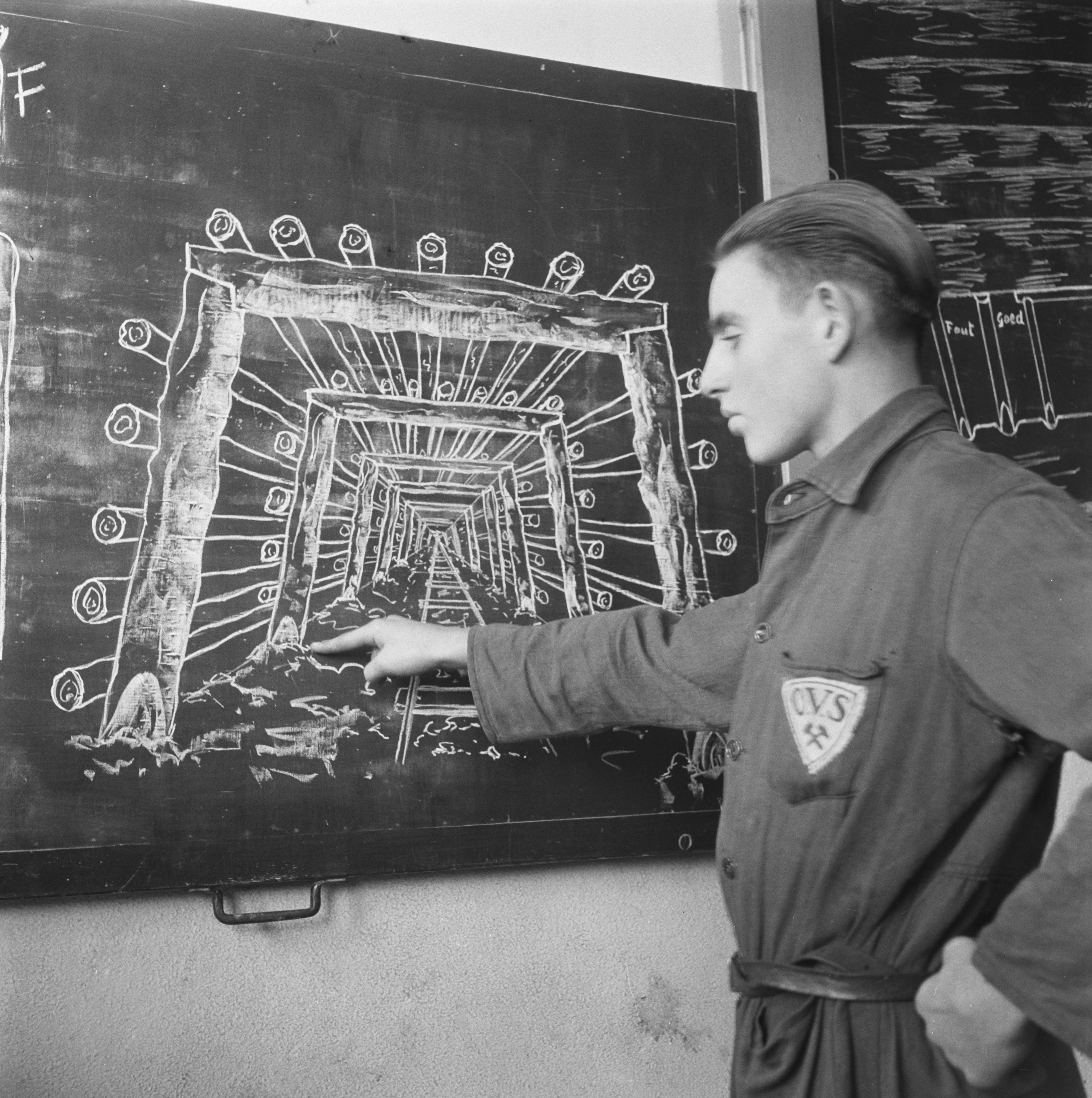
Uhelný důl Limburg, 1945
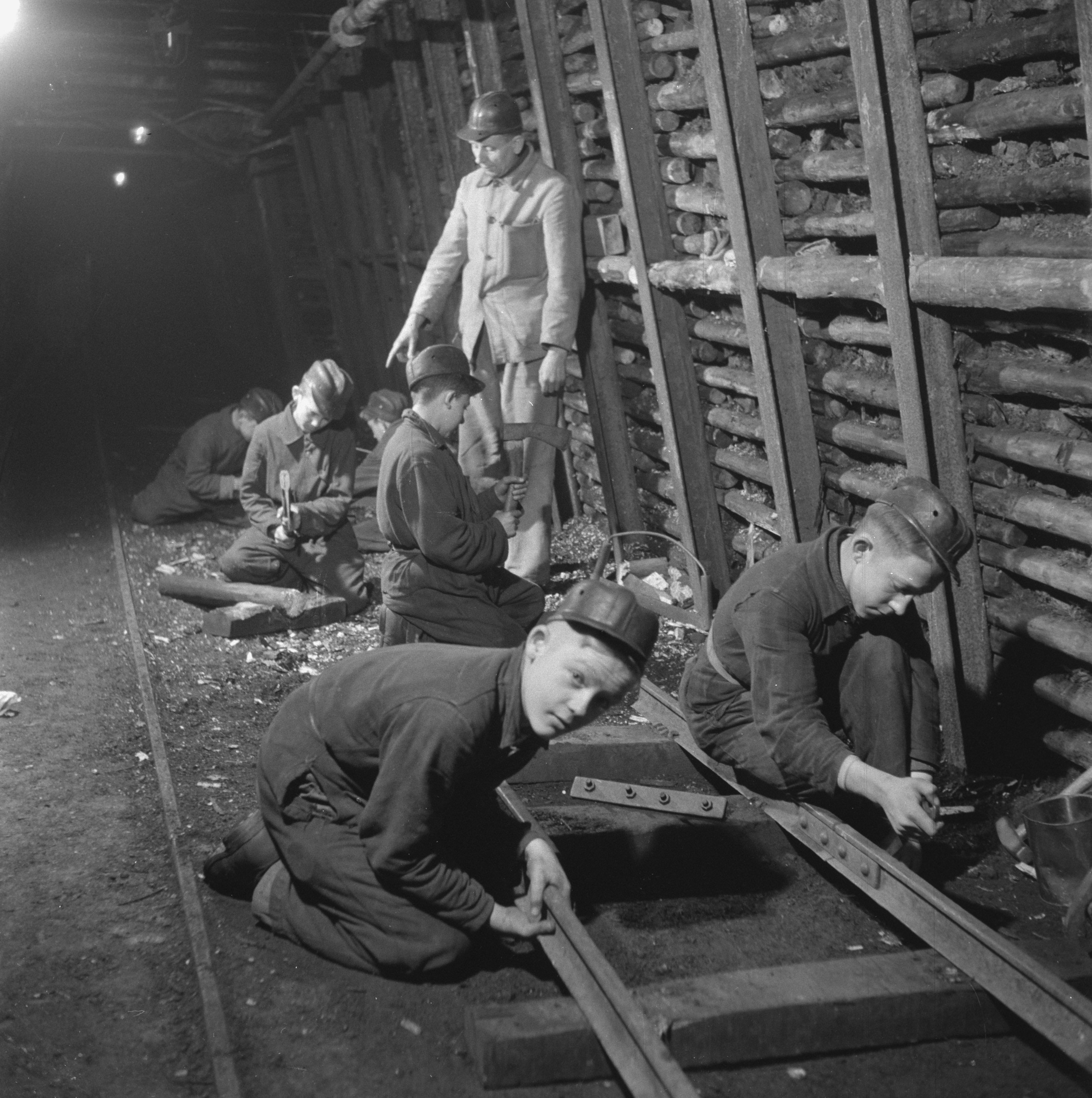
Uhelný důl Limburg, 1945